# Synode du Latran (649)
Pour les articles homonymes, voir Synode du Latran.
Le synode du Latran s’est déroulé du 5 au 31 octobre 649. Il fut le premier des six conciles qui se sont déroulés dans le quartier du Latran à Rome où se situe le palais du Latran, la résidence du pape. Ce territoire est un site en dehors du Vatican où celui-ci exerce son autorité. Ce synode eut lieu dans la basilique Saint-Jean-de-Latran et a été convoqué par le pape Martin Ier. Cette assemblée condamna le monothélisme adopté par de nombreux chrétiens d’Orient. 
Ce concile fit apparaître les prémices de la séparation de l’Église romaine et l’Église d'Orient, la séparation idéologique entre l’empereur de Constantinople et la papauté apparaît notamment lors de la convocation du concile du Latran sans la bénédiction de l’empereur Constant II ce qui eut comme conséquence le jugement et l’exil du pape Martin Ier.

## Contexte historique
Ce concile a été convoqué par le pape Martin Ier, d’origine gréco-palestinienne, il fut poussé par Maxime le Confesseur un moine d’origine byzantine, qui a dénoncé la théologie orientale. 
Les raisons de la convocation de ce concile sont de condamner l’hérésie de l’Église byzantine. Les dogmes d’Orient et de l’Occident sont distincts après le concile de Chalcédoine de 451, l’Église chrétienne orientale se détache donc de l’Église occidentale. La croyance de l’Orient, le monothélisme est une doctrine qui associe et mélange le côté humain et divin du Christ, avec pour conséquence la mise en avant du côté divin du Christ car celui-ci ne peut être imparfait et pécheur comme les hommes. 
Ces idées hérétiques sont sources de divergences avec des territoires dans l’Empire romain d'Occident ils font partie du monothélisme, pour répondre à cela l’empereur et le patriarche ont trouvé dans le monothélisme un moyen d’unifier les chrétiens pour faire face aux peuples comme les Perses et les Arabes. Pour cela l’empereur Héraclius publie un typos qui ne rassembla pas le peuple chrétien d’Orient mais divise aussi les patriarcats de Rome et de Constantinople. 
Les ecclésiastiques, à Rome en 649, croyaient que la formulation d’Héraclius diminuait trop l’humanité du Christ ; pour les chrétiens d’Occident il était essentiel que le Christ soit complètement homme et complètement Dieu. Les Chrétiens d’Orient croyaient à Dieu en un mais aussi en trois. Le renforcement du monothélisme ne plut pas à l’Église de Rome qui convoqua le concile du Latran.

## Le déroulement du concile
Le concile du Latran a réuni dans la basilique du Latran les grands évêques de la chrétienté. Au total, 105 évêques sont convoqués. Durant le concile les évêques les plus érudits ainsi que le pape Martin Ier débâtent sur le monothélisme car cette doctrine s’écartait du concile de Chalcédoine. 
- Le conseil s’ouvre le 5 octobre 649 et a duré cinq sessions. Le premier intervenant  du concile est un clerc grec du nom de Theophylacte qui accueillit le vicaire de Palestine, un critique du monothélisme, puis ce fut au tour du pape Martin Ier qui a dénoncé le monothélisme et condamné cette hérésie.

- La deuxième session eut lieu le 8 octobre 649 et on voit l’intervention d’un vicaire pontifical venant de Palestine ainsi qu’une délégation de moines et de prêtres dénonçant  les pratiques du monothélisme.

- La troisième session s’ouvrit le 17 octobre et correspond au discours du pape Martin Ier répondant aux textes favorables aux monothélismes.

- La quatrième session du 19 octobre continue les débats en faveur de l’opposition au monothélisme.

- La cinquième et dernière session du 31 octobre voit l’utilisation de nombreuses références à des textes notamment en grec. En effet  le « Primus notoriorum Théophylacte » a lu devant l’assemblée des textes orthodoxes hérétiques pour condamner les pratiques du monothélisme. Et finalement le concile a condamné tous ceux qui réfutaient les cinq conciles œcuméniques. Les conciles œcuméniques sont les tout premiers conciles de l’Église reconnue dans toute la chrétienté. Ces conciles vont du concile de Nicée de 325 au dernier avant le synode du Latran de 649 qui est le concile de Constantinople II en 553.

### Le rôle des moines et chanoines lors du concile
Le concile a présenté des arguments théologiques en particulier les arguments d’un groupe de moines grecs exilés, ces moines étaient dirigée par Maxime le confesseur, un théologien grec. 
La majorité des moines abbés et prêtres qui interviennent lors du concile sont d’origine de l’est de l’Europe et leurs interventions sont faites en grec. Le concile, terminé, les 20 canons furent rédigés sans doute sous l’autorité de Maxime le confesseur et condamnent le monothélisme et sa vision uniquement divine du Christ ainsi que le Typos. Les canons ont été par la suite distribués aux clercs en Occident et en Orient.

## Conséquences
Ce concile fait sans l’accord de l’empereur romain d’Orient Constant II condamne le Typos que celui-ci a promulgué en 648 pour arrêter les débats sur la nature du Christ. Après la publication des canons l’empereur a demandé l’arrestation du pape Martin Ier et de Maxime le confesseur, il chargea l'exarque Théodore Calliopas de les arrêter et ce fut chose faite en 653. Le pape fut arrêté dans la basilique du Latran puis jugé à Constantinople et condamné à mort en 654  il fut gracié mais fut finalement condamné à l’exil, il mourut en 655. Pour Maxime le confesseur, il fut exilé puis jugé à nouveau, torturé et mourut en 662. 

## La dualité entre Rome et Constantinople
L’Église romaine cherchait à dominer l’Empire d’Orient et le concile était le moyen de se détacher de l’autorité de l’empereur. Les conciles œcuméniques étaient proclamés par l’empereur même si son accord était de moins en moins légitime, le concile du Latran fut révolutionnaire sur ce point car le Pape Martin Ier qui convoqua ce concile après avoir longuement échangé avec Maxime le confesseur à partir de 646 le convoqua sans l’accord de l’Empereur. La raison fut que le patriarche Pyrrhus de Constantinople et son successeur Paul II de Constantinople ne condamnaient pas le monothélisme. Mais l’Empereur n’ayant pas apprécié ce geste de trahison de l’Église de Rome a condamné le pape Martin Ier. Mais ce geste révolutionnaire de l’Église de Rome n’était que les prémices de la séparation entre les deux Églises de Rome et de Constantinople. 

## Les sources du synode
Longtemps l’héritage du concile du Latran était des textes écrits en grec et en latin, et la langue originale qui devait à l’origine être le latin. L’historien helléniste Rudolf Riedinger a remarqué dès  1976 que les citations bibliques, patristiques et canonique en latin étaient incorrectes et ne venaient pas de la Vulgate et pouvaient que venir d’une mauvaise traduction du grec. Aussi les textes grecs qui nous sont parvenus sont une traduction qui correspond à la Bible septante et non à la Bible Vulgate utilisée par les textes latins. 
L’étude des sources écrites du concile se fit à l’initial sur les textes en latin mais le nouvel angle d’étude de Rudolf Riedinger qui en déduit que la version grecque était la version originale du texte du concile et les textes latins une traduction permit d’avoir une vision du déroulement et de la retranscription du concile. En effet les moines grecs qui ont rédigé les textes les ont composés comme une pièce de théâtre mais que tous le concile a été confectionné car les écrits ne peuvent pas refléter les discours lors du concile. 